# Jonny Evans
Jonathan Grant Evans MBE (Belfast, Irlanda del Norte, Reino Unido, 3 de enero de 1988), más conocido como Jonny Evans, es un exfutbolista norirlandés que jugaba de defensa. Destacó, sobre todo, en el Manchester United de Inglaterra.
Desde 2006 jugó también para la selección de fútbol de Irlanda del Norte.

## Trayectoria
Comenzó su carrera profesional como jugador en el Greenisland F. C. Ahí, llamó la atención de la liga juvenil del Manchester United, la cual lo admitió posteriormente en el equipo en 2004. En la pretemporada de 2006, jugó dos de los tres partidos amistosos que se llevaron a cabo en el tour de verano por Sudáfrica; así como otros dos contra el Celtic F. C. y el Preston North End F. C., como parte de los amistosos domésticos. En el Torneo de Ámsterdam de dicha pretemporada, jugó un amistoso más; en esta ocasión contra el A. F. C. Ajax. 
En la temporada 2006-07 ingresó a la plantilla principal de jugadores del Manchester United. Sin embargo, fue cedido al Royal Antwerp F. C. durante la primera mitad de dicha temporada. Sus compañeros Darron Gibson, Danny Simpson y Fraizer Campbell también fueron cedidos como parte del acuerdo con el Royal Antwerp. Al finalizar su cesión, en diciembre de 2006, Evans accedió unirse al Sunderland A. F. C. hasta el término de la temporada. Junto al Sunderland ganó la Football League Championship, así como la distinción del Mejor jugador joven del año. Aunque Roy Keane, el entrenador del Sunderland, tenía planeado renegociar la cesión de Evans para que jugara en el próximo ingreso del equipo a la FA Premier League; se confirmó posteriormente que el jugador permanecería en el Manchester United para la temporada 2007-08, en aras de que jugara finalmente como parte de la plantilla principal.
El 26 de septiembre de 2007, Evans hizo su debut como jugador de la plantilla principal del Manchester United, en un partido de la Carling Cup contra el Coventry City F. C. El 7 de noviembre de 2007 jugó nuevamente para el club, como jugador substituto de Gerard Piqué en un partido de la Liga de Campeones de la UEFA contra el F. C. Dinamo de Kiev. Finalmente, el 12 de diciembre de 2007 en un partido contra la A. S. Roma, jugó una vez más en la misma competición. 
Tras sus participaciones en el Manchester United, el 4 de enero de 2008, Evans fue nuevamente cedido al Sunderland A. F. C. por el resto de la temporada; siendo rápidamente promovido a la lista de jugadores que se enfrentarían contra el Wigan Athletic F. C. como parte de la FA Cup. Durante su estancia en el Sunderland, debutó como jugador de la FA Premier League, en la cual no había tenido oportunidad de participar. En agosto de 2008, Roy Keane hizo una oferta de traspaso al Manchester United a cambio del fichaje permanente de Evans. Sin embargo, Sir Alex Ferguson rechazó la oferta de diez millones de libras esterlinas (£) en vista de que requeriría la posición defensiva del jugador para la temporada 2008-09.
En su regreso al Manchester United, el 17 de septiembre de 2008, jugó un partido más de la Liga de Campeones de la UEFA; en esta ocasión contra el Villarreal C. F.. El 21 de septiembre de 2008, en un partido contra el Chelsea F. C., jugó por primera vez en la liga inglesa como jugador del Manchester United.
Para la temporada 2011-2012, y tras la partida de históricos como Wes Brown y John O'Shea, Evans recibe la casaquilla n.º 6, la cual utilizaron grandes centrales como Jaap Stam y Gary Pallister.
Dejó el United al final de la temporada 2024-25, el único jugador de la plantilla que venía de la era de Alex Ferguson, junto al portero Tom Heaton, y jugó 241 partidos con el United, repartidos entre sus dos etapas en el primer equipo: entre 2007 y 2015 y entre 2023 y 2025. El norirlandés también jugó dos partidos en la campaña que llevó a la gloria de la Liga de Campeones, en 2007/08, todavía con Cristiano Ronaldo y Nani, que fue la última ganada por el club. Además de ese título, también ha ganado cuatro Premier League (2007/08, 2008/09, 2010/11 y 2012/13), un Mundial de Clubes (2008), una FA Cup (2023/24), cinco Supercopas (2007, 2008, 2010, 2011 y 2013) y dos Copas de la Liga (2008/09 y 2009/10).  En su última temporada disputó 17 partidos y marcó un gol.

## Selección nacional
En septiembre de 2006 se integró por primera vez a la selección de Irlanda del Norte e hizo su debut en un partido contra la selección española como parte de la clasificación para la Eurocopa 2008 en el que ganaron por un marcador de 3-2. Dieciséis años después, el 27 de septiembre de 2022, alcanzó las cien internacionalidades en un encuentro ante Grecia de la Liga de Naciones de la UEFA 2022-23.
El 16 de junio de 2023, tras haber disputado 101 encuentros con su selección, Evans fue nombrado Miembro de la Orden del Imperio Británico (MBE) en los 2023 King's Birthday Honours por sus servicios al fútbol norirlandés.

### Participaciones en Eurocopas
| Copa          | Sede    | Resultado        |
| ------------- | ------- | ---------------- |
| Eurocopa 2016 | Francia | Octavos de final |

## Estadísticas

### Clubes
Actualizado al último partido disputado en su carrera.
| Club                               | Div.          | Temporada     | Liga  | Liga  | Copas nacionales | Copas nacionales | Copas internacionales | Copas internacionales | Total | Total |
| Club                               | Div.          | Temporada     | Part. | Goles | Part.            | Goles            | Part.                 | Goles                 | Part. | Goles |
| ---------------------------------- | ------------- | ------------- | ----- | ----- | ---------------- | ---------------- | --------------------- | --------------------- | ----- | ----- |
| Royal Antwerp F. C. · Bélgica      | 2.ª           | 2006-07       | 11    | 3     | 1                | 0                | ―                     | ―                     | 12    | 3     |
| Royal Antwerp F. C. · Bélgica      | Total club    | Total club    | 11    | 3     | 1                | 0                | 0                     | 0                     | 12    | 3     |
| Sunderland A. F. C. Inglaterra     | 2.ª           | 2006-07       | 18    | 1     | 1                | 0                | ―                     | ―                     | 19    | 1     |
| Manchester United F. C. Inglaterra | 1.ª           | 2007-08       | 0     | 0     | 1                | 0                | 2                     | 0                     | 3     | 0     |
| Sunderland A. F. C. Inglaterra     | 1.ª           | 2007-08       | 15    | 0     | 1                | 0                | ―                     | ―                     | 16    | 0     |
| Sunderland A. F. C. Inglaterra     | Total club    | Total club    | 33    | 1     | 2                | 0                | 0                     | 0                     | 35    | 1     |
| Manchester United F. C. Inglaterra | 1.ª           | 2008-09       | 17    | 0     | 8                | 0                | 9                     | 0                     | 34    | 0     |
| Manchester United F. C. Inglaterra | 1.ª           | 2009-10       | 18    | 0     | 7                | 0                | 3                     | 0                     | 28    | 0     |
| Manchester United F. C. Inglaterra | 1.ª           | 2010-11       | 13    | 0     | 5                | 0                | 3                     | 0                     | 21    | 0     |
| Manchester United F. C. Inglaterra | 1.ª           | 2011-12       | 29    | 1     | 3                | 0                | 8                     | 0                     | 40    | 1     |
| Manchester United F. C. Inglaterra | 1.ª           | 2012-13       | 23    | 3     | 2                | 0                | 5                     | 1                     | 30    | 4     |
| Manchester United F. C. Inglaterra | 1.ª           | 2013-14       | 17    | 0     | 5                | 1                | 3                     | 1                     | 25    | 2     |
| Manchester United F. C. Inglaterra | 1.ª           | 2014-15       | 14    | 0     | 3                | 0                | 0                     | 0                     | 17    | 0     |
| West Bromwich A. F. C. Inglaterra  | 1.ª           | 2015-16       | 30    | 1     | 4                | 0                | ―                     | ―                     | 34    | 1     |
| West Bromwich A. F. C. Inglaterra  | 1.ª           | 2016-17       | 31    | 2     | 0                | 0                | ―                     | ―                     | 31    | 2     |
| West Bromwich A. F. C. Inglaterra  | 1.ª           | 2017-18       | 28    | 2     | 3                | 0                | ―                     | ―                     | 31    | 2     |
| West Bromwich A. F. C. Inglaterra  | Total club    | Total club    | 89    | 5     | 7                | 0                | 0                     | 0                     | 96    | 5     |
| Leicester City F. C. Inglaterra    | 1.ª           | 2018-19       | 24    | 1     | 4                | 0                | ―                     | ―                     | 28    | 1     |
| Leicester City F. C. Inglaterra    | 1.ª           | 2019-20       | 38    | 1     | 8                | 1                | ―                     | ―                     | 46    | 2     |
| Leicester City F. C. Inglaterra    | 1.ª           | 2020-21       | 28    | 2     | 4                | 0                | 5                     | 0                     | 37    | 2     |
| Leicester City F. C. Inglaterra    | 1.ª           | 2021-22       | 18    | 1     | 1                | 0                | 8                     | 1                     | 27    | 2     |
| Leicester City F. C. Inglaterra    | 1.ª           | 2022-23       | 13    | 0     | 1                | 0                | ―                     | ―                     | 14    | 0     |
| Leicester City F. C. Inglaterra    | Total club    | Total club    | 121   | 5     | 18               | 1                | 13                    | 1                     | 152   | 7     |
| Manchester United F. C. Inglaterra | 1.ª           | 2023-24       | 23    | 0     | 5                | 0                | 2                     | 0                     | 30    | 0     |
| Manchester United F. C. Inglaterra | 1.ª           | 2024-25       | 7     | 0     | 4                | 1                | 2                     | 0                     | 13    | 1     |
| Manchester United F. C. Inglaterra | Total club    | Total club    | 161   | 4     | 43               | 2                | 37                    | 2                     | 238   | 8     |
| Total carrera                      | Total carrera | Total carrera | 415   | 18    | 71               | 3                | 50                    | 3                     | 536   | 24    |

## Palmarés

### Títulos nacionales
| Título                       | Club                    | País       | Año     |
| ---------------------------- | ----------------------- | ---------- | ------- |
| Football League Championship | Sunderland A. F. C.     | Inglaterra | 2006-07 |
| Community Shield             | Manchester United F. C. | Inglaterra | 2008    |
| Copa de la Liga              | Manchester United F. C. | Inglaterra | 2008-09 |
| Premier League               | Manchester United F. C. | Inglaterra | 2008-09 |
| Copa de la Liga              | Manchester United F. C. | Inglaterra | 2009-10 |
| Community Shield             | Manchester United F. C. | Inglaterra | 2010    |
| Premier League               | Manchester United F. C. | Inglaterra | 2010-11 |
| Community Shield             | Manchester United F. C. | Inglaterra | 2011    |
| Premier League               | Manchester United F. C. | Inglaterra | 2012-13 |
| Community Shield             | Manchester United F. C. | Inglaterra | 2013    |
| FA Cup                       | Leicester City F. C.    | Inglaterra | 2020-21 |
| Community Shield             | Leicester City F. C.    | Inglaterra | 2021    |
| FA Cup                       | Manchester United F. C. | Inglaterra | 2023-24 |

### Títulos internacionales
| Título                       | Club                    | Sede  | Año     |
| ---------------------------- | ----------------------- | ----- | ------- |
| Liga de Campeones de la UEFA | Manchester United F. C. | Moscú | 2007-08 |
| Copa Mundial de Clubes       | Manchester United F. C. | Japón | 2008    |